# Kostel Panny Marie Karmelské (Býkov-Láryšov)
Kostel Panny Marie Karmelské v Býkově, okres Bruntál, je filiální kostel postavený v letech 1767-1768 a kulturní památka České republiky.

## Historie
První písemná zmínka o Býkově pochází z roku 1238. Barokní kostel byl vystavěn v letech 1767–1768, vysvěcen byl Josefem Salingerem v roce 1768.

## Popis
Jednolodní podélná neorientovaná stavba. Kostel je zděný s dřevěnou hranolovou věží nad vstupem, se čtyřbokou sakristií. V zadní části je dřevěná kruchta. Loď je zaklenuta valenou klenbou s výsečemi.
Na hlavním oltáři  v přízedním retabulu se nachází obraz Panny Marie Karmelské od malíře Alberta Adama z roku 1887.
Kostel prošel rekonstrukcí v roce 2008, kdy byla provedena oprava střechy, krovů a byla provedena replika věže a její zastřešení.